# Southern River (vattendrag i Australien, Western Australia, lat -32,05, long 115,98)
Southern River är ett vattendrag i Australien. Det ligger i delstaten Western Australia, omkring 16 kilometer sydost om delstatshuvudstaden Perth.
I omgivningarna runt Southern River växer huvudsakligen savannskog. Runt Southern River är det tätbefolkat, med 459 invånare per kvadratkilometer. Genomsnittlig årsnederbörd är 951 millimeter. Den regnigaste månaden är september, med i genomsnitt 168 mm nederbörd, och den torraste är februari, med 12 mm nederbörd.